# Chaetopsis halterata
Chaetopsis halterata är en tvåvingeart som först beskrevs av Malloch 1933.  Chaetopsis halterata ingår i släktet Chaetopsis och familjen fläckflugor. Inga underarter finns listade i Catalogue of Life.